# UEFA Champions League 2014-2015 (fase a eliminazione diretta)
Questa voce raccoglie un approfondimento sulle gare della fase a eliminazione diretta dell'edizione 2014-2015 della UEFA Champions League.

## Tabellone
|  | Ottavi di finale                | Ottavi di finale | Ottavi di finale | Ottavi di finale |   |                     | Quarti di finale | Quarti di finale | Quarti di finale | Quarti di finale |  |            | Semifinali | Semifinali | Semifinali | Semifinali |          |   | Finale | Finale |
|  |                                 |                  |                  |                  |   |                     |                  |                  |                  |                  |  |            |            |            |            |            |          |   |        |        |
|  | Juventus                        | 2                | 3                | 5                |   |                     |                  |                  |                  |                  |  |            |            |            |            |            |          |   |        |        |
|  | Borussia Dortmund               | 1                | 0                | 1                |   |                     |                  |                  |                  |                  |  |            |            |            |            |            |          |   |        |        |
|  | Borussia Dortmund               | 1                | 0                | 1                |   | Juventus            | 1                | 0                | 1                |                  |  |            |            |            |            |            |          |   |        |        |
|  |                                 |                  |                  |                  |   | Juventus            | 1                | 0                | 1                |                  |  |            |            |            |            |            |          |   |        |        |
|  |                                 | Monaco           | 0                | 0                | 0 |                     |                  |                  |                  |                  |  |            |            |            |            |            |          |   |        |        |
|  | Arsenal                         | Monaco           | 0                | 0                | 0 | 1                   | 2                | 3                |                  |                  |  |            |            |            |            |            |          |   |        |        |
|  | Arsenal                         |                  |                  |                  |   | 1                   | 2                | 3                |                  |                  |  |            |            |            |            |            |          |   |        |        |
|  | Monaco (gfc)                    | 3                | 0                | 3                |   |                     |                  |                  |                  |                  |  |            |            |            |            |            |          |   |        |        |
|  | Monaco (gfc)                    | 3                | 0                | 3                |   |                     |                  |                  |                  |                  |  | Juventus   | 2          | 1          | 3          |            |          |   |        |        |
|  |                                 |                  |                  |                  |   |                     |                  |                  |                  |                  |  | Juventus   | 2          | 1          | 3          |            |          |   |        |        |
|  |                                 | Real Madrid      | 1                | 1                | 2 |                     |                  |                  |                  |                  |  |            |            |            |            |            |          |   |        |        |
|  | Bayer Leverkusen                | Real Madrid      | 1                | 1                | 2 | 1                   | 0                | 1 (2)            |                  |                  |  |            |            |            |            |            |          |   |        |        |
|  | Bayer Leverkusen                |                  |                  |                  |   | 1                   | 0                | 1 (2)            |                  |                  |  |            |            |            |            |            |          |   |        |        |
|  | Atlético Madrid (dtr)           | 0                | 1                | 1 (3)            |   |                     |                  |                  |                  |                  |  |            |            |            |            |            |          |   |        |        |
|  | Atlético Madrid (dtr)           | 0                | 1                | 1 (3)            |   | Atlético Madrid     | 0                | 0                | 0                |                  |  |            |            |            |            |            |          |   |        |        |
|  |                                 |                  |                  |                  |   | Atlético Madrid     | 0                | 0                | 0                |                  |  |            |            |            |            |            |          |   |        |        |
|  |                                 | Real Madrid      | 0                | 1                | 1 |                     |                  |                  |                  |                  |  |            |            |            |            |            |          |   |        |        |
|  | Schalke 04                      | Real Madrid      | 0                | 1                | 1 | 0                   | 4                | 4                |                  |                  |  |            |            |            |            |            |          |   |        |        |
|  | Schalke 04                      |                  |                  |                  |   | 0                   | 4                | 4                |                  |                  |  |            |            |            |            |            |          |   |        |        |
|  | Real Madrid                     | 2                | 3                | 5                |   |                     |                  |                  |                  |                  |  |            |            |            |            |            |          |   |        |        |
|  | Real Madrid                     | 2                | 3                | 5                |   |                     |                  |                  |                  |                  |  |            |            |            |            |            | Juventus | 1 |        |        |
|  |                                 |                  |                  |                  |   |                     |                  |                  |                  |                  |  |            |            |            |            |            |          | 1 |        |        |
|  |                                 | Barcellona       | 3                |                  |   |                     |                  |                  |                  |                  |  |            |            |            |            |            |          |   |        |        |
|  | Paris Saint-Germain (dts) (gfc) | Barcellona       | 3                | 1                | 2 | 3                   |                  |                  |                  |                  |  |            |            |            |            |            |          |   |        |        |
|  | Paris Saint-Germain (dts) (gfc) |                  |                  | 1                | 2 | 3                   |                  |                  |                  |                  |  |            |            |            |            |            |          |   |        |        |
|  | Chelsea                         | 1                | 2                | 3                |   |                     |                  |                  |                  |                  |  |            |            |            |            |            |          |   |        |        |
|  | Chelsea                         | 1                | 2                | 3                |   | Paris Saint-Germain | 1                | 0                | 1                |                  |  |            |            |            |            |            |          |   |        |        |
|  |                                 |                  |                  |                  |   | Paris Saint-Germain | 1                | 0                | 1                |                  |  |            |            |            |            |            |          |   |        |        |
|  |                                 | Barcellona       | 3                | 2                | 5 |                     |                  |                  |                  |                  |  |            |            |            |            |            |          |   |        |        |
|  | Manchester City                 | Barcellona       | 3                | 2                | 5 | 1                   | 0                | 1                |                  |                  |  |            |            |            |            |            |          |   |        |        |
|  | Manchester City                 |                  |                  |                  |   | 1                   | 0                | 1                |                  |                  |  |            |            |            |            |            |          |   |        |        |
|  | Barcellona                      | 2                | 1                | 3                |   |                     |                  |                  |                  |                  |  |            |            |            |            |            |          |   |        |        |
|  | Barcellona                      | 2                | 1                | 3                |   |                     |                  |                  |                  |                  |  | Barcellona | 3          | 2          | 5          |            |          |   |        |        |
|  |                                 |                  |                  |                  |   |                     |                  |                  |                  |                  |  | Barcellona | 3          | 2          | 5          |            |          |   |        |        |
|  |                                 | Bayern Monaco    | 0                | 3                | 3 |                     |                  |                  |                  |                  |  |            |            |            |            |            |          |   |        |        |
|  | Basilea                         | Bayern Monaco    | 0                | 3                | 3 | 1                   | 0                | 1                |                  |                  |  |            |            |            |            |            |          |   |        |        |
|  | Basilea                         |                  |                  |                  |   | 1                   | 0                | 1                |                  |                  |  |            |            |            |            |            |          |   |        |        |
|  | Porto                           | 1                | 4                | 5                |   |                     |                  |                  |                  |                  |  |            |            |            |            |            |          |   |        |        |
|  | Porto                           | 1                | 4                | 5                |   | Porto               | 3                | 1                | 4                |                  |  |            |            |            |            |            |          |   |        |        |
|  |                                 |                  |                  |                  |   | Porto               | 3                | 1                | 4                |                  |  |            |            |            |            |            |          |   |        |        |
|  |                                 | Bayern Monaco    | 1                | 6                | 7 |                     |                  |                  |                  |                  |  |            |            |            |            |            |          |   |        |        |
|  | Šachtar                         | Bayern Monaco    | 1                | 6                | 7 | 0                   | 0                | 0                |                  |                  |  |            |            |            |            |            |          |   |        |        |
|  | Šachtar                         |                  |                  |                  |   | 0                   | 0                | 0                |                  |                  |  |            |            |            |            |            |          |   |        |        |
|  | Bayern Monaco                   | 0                | 7                | 7                |   |                     |                  |                  |                  |                  |  |            |            |            |            |            |          |   |        |        |

## Ottavi di finale

### Sorteggio
Ogni squadra arrivata prima nel proprio gruppo gioca contro una squadra arrivata seconda e viceversa e non si possono affrontare squadre della stessa nazione o provenienti dallo stesso gruppo.
Tali accoppiamenti sono stati sorteggiati con il seguente esito:
1. Paris Saint-Germain - Chelsea
2. Manchester City - Barcellona
3. Bayer Leverkusen - Atlético Madrid
4. Juventus - Borussia Dortmund
5. Schalke 04 - Real Madrid
6. Šachtar - Bayern Monaco
7. Arsenal - Monaco
8. Basilea - Porto

### Riassunto delle partite
Al Parco dei Principi, il Paris Saint-Germain e il Chelsea pareggiano per 1-1: alla rete iniziale di Ivanović al 36' per gli ospiti risponde quella di Cavani al 54' per i padroni di casa. Nella gara di ritorno allo Stamford Bridge, gli inglesi passano in vantaggio all'81' con Cahill, ma i francesi, in dieci uomini da metà primo tempo a causa dell'espulsione diretta di Ibrahimović, riescono comunque a ristabilire la parità grazie al gol di David Luiz all'86', che prolunga così il confronto ai tempi supplementari sul risultato complessivo di 2-2. Durante la proroga, i londinesi si riportano in vantaggio al 96' con la rete di Hazard su calcio di rigore, concesso dall'arbitro Çakır per un tocco di mano di Thiago Silva in area, però è proprio lo stesso difensore brasiliano a trovare incredibilmente il nuovo pareggio al 114' in favore dei parigini, siglando il 2-2 con un colpo di testa sugli sviluppi di un calcio d'angolo e permettendo così al Paris Saint-Germain di centrare la qualificazione ai quarti di finale in virtù della regola dei gol in trasferta sull'aggregato totale di 3-3 nella doppia sfida.
All'Arena L'viv, lo Šachtar blocca il Bayern Monaco sul pareggio per 0-0, merito di una gran prestazione difensiva volta ad imbrigliare l'impressionante mole di gioco degli ospiti, rimasti poi anche in inferiorità numerica per via dell'espulsione di Alonso, il quale rimedia un secondo cartellino giallo per un duro intervento ai danni di Teixeira. Nella partita di ritorno all'Allianz Arena, i tedeschi riescono tuttavia a far valere la loro supremazia e travolgono gli ucraini con un clamoroso 7-0, frutto della doppietta di Müller e delle reti di Boateng, Ribéry, Badstuber, Lewandowski e Götze. Tale punteggio consente appunto al Bayern Monaco di qualificarsi ai quarti di finale sul risultato complessivo di 7-0 nel doppio confronto; mentre lo Šachtar stabilisce il record per l'espulsione più veloce nella storia della competizione, rimediata dal proprio difensore Kučer dopo appena tre minuti di gara per un fallo da ultimo uomo ai danni di Götze.
Alla Veltins-Arena, i campioni in carica del Real Madrid battono per 2-0 lo Schalke 04 grazie ai gol di Cristiano Ronaldo e Marcelo, mettendo una seria ipoteca sul passaggio del turno. Nel match di ritorno al Bernabéu, i tedeschi sfiorano inaspettatamente l'impresa, vincendo con un rocambolesco 4-3 in virtù della doppietta di Huntelaar e delle marcature di Fuchs e Sané, le quali fanno appunto da contraltare a quelle avversarie di Benzema e Ronaldo, quest'ultimo a segno con una doppietta che lo rende momentaneamente il miglior cannoniere nella storia della manifestazione con 78 reti segnate (superando il record di Messi), ma sono gli spagnoli a centrare la qualificazione ai quarti di finale con un aggregato totale di 5-4 nella doppia sfida. Per i madridisti si tratta inoltre della prima sconfitta stagionale nel torneo, nonché della prima casalinga dopo quattro anni dall'ultima patita per mano del Barcellona nelle semifinali dell'aprile 2011.
Al St. Jakob-Park, il Basilea e il Porto pareggiano per 1-1: alla rete iniziale di Derlis González all'11' per i padroni di casa replica quella di Danilo su calcio di rigore al 79', fischiato dall'arbitro Clattenburg per un tocco di mano in area da parte di Samuel. Nella gara di ritorno allo stadio do Dragão, i portoghesi prevalgono in scioltezza per 4-0 sugli svizzeri con i gol di Brahimi su calcio di punizione, Herrera, Casemiro e Aboubakar, passando così ai quarti di finale dopo sei anni dall'ultima volta con un risultato complessivo di 4-1 nel doppio confronto.
All'Etihad Stadium, il Barcellona espugna il campo del Manchester City per 2-1 grazie alla doppietta di Luis Suárez, cui segue l'inutile marcatura di Agüero per i padroni di casa, la quale accorcia solamente le distanze. Nella partita di ritorno al Camp Nou, gli spagnoli battono nuovamente gli inglesi, trionfando per 1-0 con la decisiva rete di Rakitić al 31', che permette appunto al Barcellona di raggiungere i quarti di finale per l'ottava volta consecutiva sull'aggregato totale di 3-1 nella doppia sfida.
Allo Juventus Stadium, la Juventus sconfigge il Borussia Dortmund per 2-1 con i gol di Tévez e Morata, intervallati da quello del momentaneo pari teutonico ad opera di Reus, che lascia apertissimo il discorso qualificazione. Nel match di ritorno al Westfalenstadion, gli italiani hanno di nuovo la meglio sui tedeschi, questa volta con un perentorio 3-0 in virtù della doppietta di Tévez e della rete di Morata. Tale risultato consente dunque ai torinesi di accedere ai quarti di finale sul punteggio complessivo di 5-1 nel doppio confronto.
Alla BayArena, il Bayer Leverkusen piega per 1-0 l'Atlético Madrid, finalista della precedente edizione, grazie alla risolutiva marcatura di Çalhanoğlu al 57'. Nella gara di ritorno allo stadio Vicente Calderón, gli spagnoli superano i tedeschi col medesimo risultato dell'andata, frutto della rete di Mario Suárez al 27', la quale ristabilisce il completo equilibrio e dilunga prima il confronto ai tempi supplementari sull'aggregato totale di 1-1 e poi ai tiri di rigore. Dal dischetto, i madrileni si impongono per 3-2 sui teutonici, ai quali risulta purtroppo fatale il decisivo errore di Kießling, che calcia sopra la traversa e consegna quindi ai padroni di casa il passaggio ai quarti di finale.
All'Emirates Stadium, il Monaco sbanca il campo dell'Arsenal per 3-1 in virtù dei gol di Kondogbia, Berbatov e Carrasco, cui segue quello avversario ad opera di Oxlade-Chamberlain, ipotecando prematuramente la qualificazione. Nella partita di ritorno allo Stade Louis II, gli inglesi vanno vicini alla clamorosa rimonta, vincendo per 2-0 con le reti di Giroud e Ramsey, ma sono i francesi ad accedere tuttavia ai quarti di finale dopo undici anni dall'ultima volta grazie alla regola dei gol in trasferta sul risultato complessivo di 3-3 nella doppia sfida.

### Andata
| Arbitro: | Cüneyt Çakır |

|            |           |              |
| Cavani 54’ | Marcatori | 36’ Ivanović |

| Leopoli 17 febbraio 2015, ore 20:45 CET | Šachtar                  | 0 – 0 referto | Bayern Monaco | Arena L'viv (34 187 spett.)\| Arbitro: \| Alberto Undiano Mallenco \| |
| Arbitro:                                | Alberto Undiano Mallenco |               |               |                                                                       |

| Arbitro: | Martin Atkinson |

|  |           |                         |
|  | Marcatori | 26’ Ronaldo 79’ Marcelo |

| Arbitro: | Mark Clattenburg |

|              |           |                   |
| González 11’ | Marcatori | 79’ (rig.) Danilo |

| Arbitro: | Felix Brych |

|            |           |                 |
| Agüero 69’ | Marcatori | 16’, 30’ Suárez |

| Arbitro: | Antonio Mateu Lahoz |

|                      |           |          |
| Tévez 13’ Morata 42’ | Marcatori | 18’ Reus |

| Arbitro: | Pavel Královec |

|                |           |  |
| Çalhanoğlu 57’ | Marcatori |  |

| Arbitro: | Deniz Aytekin |

|                   |           |                                           |
| Chamberlain 90+1’ | Marcatori | 38’ Kondogbia 53’ Berbatov 90+4’ Carrasco |

### Ritorno
| Arbitro: | Damir Skomina |

|                              |           |                                       |
| Ronaldo 25’, 45’ Benzema 53’ | Marcatori | 20’ Fuchs 40’, 84’ Huntelaar 57’ Sané |

| Arbitro: | Jonas Eriksson |

|                                                    |           |  |
| Brahimi 14’ Herrera 47’ Casemiro 56’ Aboubakar 76’ | Marcatori |  |

| Arbitro: | Björn Kuipers |

|                              |           |                                  |
| Cahill 81’ Hazard 96’ (rig.) | Marcatori | 86’ David Luiz 114’ Thiago Silva |

| Arbitro: | William Collum |

|                                                                                      |           |  |
| Müller 4’ (rig.), 52’ Boateng 34’ Ribéry 49’ Badstuber 63’ Lewandowski 75’ Götze 87’ | Marcatori |  |

| Arbitro: | Nicola Rizzoli |

|                                             |                      |                                           |
| M. Suárez 27’                               | Marcatori            |                                           |
| Raúl García Griezmann M. Suárez Koke Torres | Tiri di rigore 3 – 2 | Çalhanoğlu Rofles Toprak Castro Kiessling |

| Arbitro: | Svein Oddvar Moen |

|  |           |                       |
|  | Marcatori | 36’ Giroud 79’ Ramsey |

| Arbitro: | Gianluca Rocchi |

|             |           |  |
| Rakitić 31’ | Marcatori |  |

| Arbitro: | Milorad Mažić |

|  |           |                          |
|  | Marcatori | 3’, 79’ Tévez 70’ Morata |

### Tabella riassuntiva
| Squadra 1        | Totale          | Squadra 2         | Andata | Ritorno     |
| ---------------- | --------------- | ----------------- | ------ | ----------- |
| PSG              | 3 - 3 (gfc)     | Chelsea           | 1 - 1  | 2 - 2 (dts) |
| Manchester City  | 1 - 3           | Barcellona        | 1 - 2  | 0 - 1       |
| Bayer Leverkusen | 1 - 1 (2-3 dtr) | Atlético Madrid   | 1 - 0  | 0 - 1 (dts) |
| Juventus         | 5 - 1           | Borussia Dortmund | 2 - 1  | 3 - 0       |
| Schalke 04       | 4 - 5           | Real Madrid       | 0 - 2  | 4 - 3       |
| Šachtar          | 0 - 7           | Bayern Monaco     | 0 - 0  | 0 - 7       |
| Arsenal          | 3 - 3 (gfc)     | Monaco            | 1 - 3  | 2 - 0       |
| Basilea          | 1 - 5           | Porto             | 1 - 1  | 0 - 4       |

## Quarti di finale

### Sorteggio
L'esito del sorteggio (senza limitazioni) degli accoppiamenti per i quarti di finale è stato il seguente:
1. Atlético Madrid - Real Madrid
2. Juventus - Monaco
3. Porto - Bayern Monaco
4. Paris Saint-Germain - Barcellona

### Riassunto delle partite
Allo stadio Vicente Calderón ha luogo il primo atto della doppia stracittadina fra i connazionali dell'Atlético Madrid e Real Madrid, questi ultimi detentori del trofeo, andando così a rievocare la finale della precedente edizione. La gara termina con un pareggio per 0-0, scaturito soprattutto dall'ottima prestazione del portiere Oblak, autore di parate cruciali ai fini di tale risultato per i padroni di casa. Nella partita di ritorno al Bernabéu, il Real prevale per 1-0 sull'Atlético grazie alla decisiva rete di Hernández all'88', avvenuta dopo che gli avversari erano rimasti in dieci uomini per l'espulsione di Arda Turan, il quale rimedia un secondo cartellino giallo per un duro intervento ai danni di Sergio Ramos, permettendo così ai Blancos di raggiungere la loro quinta semifinale consecutiva sul risultato complessivo di 1-0 nel doppio confronto.
Allo Juventus Stadium, la Juventus piega per 1-0 il Monaco in virtù del cruciale gol di Vidal al 57' su calcio di rigore, concesso dall'arbitro Královec per un intervento scomposto di Ricardo Carvalho ai danni di Morata. Nel match di ritorno allo Stade Louis II, gli italiani sfoggiano una notevole prestazione difensiva e riescono ad imporre il pareggio per 0-0 ai francesi, senza correre reali pericoli, approdando così in semifinale dopo dodici anni dall'ultima volta con un aggregato totale di 1-0 nella doppia sfida.
Al Parco dei Principi, il Barcellona espugna nettamente il campo del Paris Saint-Germain per 3-1, frutto della doppietta di Suárez e della rete di Neymar, cui segue l'inutile autogol di Mathieu a favore dei padroni di casa, il quale devia accidentalmente nella propria porta una velleitaria conclusione di van der Wiel, ipotecando così prematuramente il discorso qualificazione ed infliggendo ai parigini la loro prima sconfitta interna stagionale. Nella gara di ritorno al Camp Nou, gli spagnoli battono nuovamente i francesi, trionfando per 2-0 con la risolutiva doppietta di Neymar, che consente appunto ai catalani di centrare la semifinale sul risultato complessivo di 5-1 nel doppio confronto.
Allo stadio do Dragão, il Porto batte il Bayern Monaco con un sorprendente 3-1 grazie alla doppietta di Quaresma e alla rete di Jackson Martínez, inframezzate da quella avversaria ad opera di Thiago Alcántara, ottenendo così un gran vantaggio in vista del retour match. Nella partita di ritorno all'Allianz Arena, i tedeschi ribaltano tuttavia il punteggio dell'andata e travolgono i portoghesi con un sonoro 6-1 in virtù della doppietta di Lewandowski e delle marcature di Thiago Alcántara, Boateng, Müller e Alonso, quest'ultimo a segno su calcio di punizione, mentre è di Jackson Martínez l'unico gol realizzato dai lusitani. Tale risultato permette appunto ai bavaresi di raggiungere la loro quarta semifinale consecutiva sull'aggregato totale di 7-4 nella doppia sfida.

### Andata
| Madrid 14 aprile 2015, ore 20:45 CEST | Atlético Madrid | 0 – 0 referto | Real Madrid | Estadio Vicente Calderón (52 553 spett.)\| Arbitro: \| Milorad Mažić \| |
| Arbitro:                              | Milorad Mažić   |               |             |                                                                         |

| Arbitro: | Pavel Královec |

|                  |           |  |
| Vidal 57’ (rig.) | Marcatori |  |

| Arbitro: | Mark Clattenburg |

|                    |           |                            |
| Mathieu 82’ (aut.) | Marcatori | 18’ Neymar 67’, 79’ Suárez |

| Arbitro: | Carlos Velasco Carballo |

|                                              |           |                      |
| Ricardo Quaresma 3’ (rig.), 10’ Martínez 65’ | Marcatori | 28’ Thiago Alcántara |

### Ritorno
| Arbitro: | Svein Oddvar Moen |

|                 |           |  |
| Neymar 14’, 34’ | Marcatori |  |

| Arbitro: | Martin Atkinson |

|                                                                                  |           |              |
| Thiago Alcántara 14’ Boateng 22’ Lewandowski 27’, 40’ Müller 36’ Xabi Alonso 88’ | Marcatori | 73’ Martínez |

| Monaco 22 aprile 2015, ore 20:45 CEST | Monaco         | 0 – 0 referto | Juventus | Stade Louis II\| Arbitro: \| William Collum \| |
| Arbitro:                              | William Collum |               |          |                                                |

| Arbitro: | Felix Brych |

|               |           |  |
| Hernández 88’ | Marcatori |  |

### Tabella riassuntiva
| Squadra 1       | Totale | Squadra 2     | Andata | Ritorno |
| --------------- | ------ | ------------- | ------ | ------- |
| Atlético Madrid | 0 - 1  | Real Madrid   | 0 - 0  | 0 - 1   |
| Juventus        | 1 - 0  | Monaco        | 1 - 0  | 0 - 0   |
| Porto           | 4 - 7  | Bayern Monaco | 3 - 1  | 1 - 6   |
| PSG             | 1 - 5  | Barcellona    | 1 - 3  | 0 - 2   |

## Semifinali

### Sorteggio
L'esito del sorteggio (senza limitazioni) degli accoppiamenti per le semifinali è stato il seguente:
1. Barcellona - Bayern Monaco
2. Juventus - Real Madrid

### Riassunto delle partite
Allo Juventus Stadium, la Juventus passa in vantaggio contro i campioni in carica del Real Madrid grazie alla rete di Morata all'8', cui risponde quella del momentaneo pari ospite ad opera di Cristiano Ronaldo al 27'. I padroni di casa tornano tuttavia avanti al 58' con il gol di Tévez su calcio di rigore, concesso dall'arbitro Atkinson per un intervento scomposto di Carvajal ai danni dello stesso attaccante argentino, che fissa dunque il punteggio finale sul 2-1 per i torinesi. Nella gara di ritorno al Bernabéu, gli spagnoli segnano al 23' con Ronaldo su calcio di rigore, fischiato dall'arbitro Eriksson per un intervento scorretto di Chiellini nei confronti di James Rodríguez, ma gli italiani trovano la marcatura del pareggio al 57' con Morata, che blocca i madrileni sul definitivo 1-1 e permette così agli stessi piemontesi di qualificarsi alla loro ottava finale con un risultato complessivo di 3-2 nel doppio confronto, a distanza di dodici anni dall'ultima disputata.
Al Camp Nou, il Barcellona batte nettamente per 3-0 il Bayern Monaco con la doppietta di Messi e la rete di Neymar, avvenute negli ultimi quindici minuti di partita, mettendo così una seria ipoteca sul passaggio del turno. Nel match di ritorno all'Allianz Arena, i tedeschi prevalgono in rimonta per 3-2 sugli spagnoli grazie ai gol di Benatia, Lewandowski e Müller, che fanno appunto da contraltare alla doppietta avversaria di Neymar, ma, nonostante la sconfitta, sono gli stessi catalani a centrare la qualificazione alla loro ottava finale con un aggregato totale di 5-3 nella doppia sfida, a distanza di quattro anni dall'ultima disputata.

### Andata
| Arbitro: | Martin Atkinson |

|                            |           |             |
| Morata 8’ Tévez 58’ (rig.) | Marcatori | 27’ Ronaldo |

| Arbitro: | Nicola Rizzoli |

|                             |           |  |
| Messi 77’, 80’ Neymar 90+4’ | Marcatori |  |

### Ritorno
| Arbitro: | Mark Clattenburg |

|                                       |           |                 |
| Benatia 7’ Lewandowski 59’ Müller 74’ | Marcatori | 15’, 29’ Neymar |

| Arbitro: | Jonas Eriksson |

|                    |           |            |
| Ronaldo 23’ (rig.) | Marcatori | 57’ Morata |

### Tabella riassuntiva
| Squadra 1  | Totale | Squadra 2     | Andata | Ritorno |
| ---------- | ------ | ------------- | ------ | ------- |
| Barcellona | 5 - 3  | Bayern Monaco | 3 - 0  | 2 - 3   |
| Juventus   | 3 - 2  | Real Madrid   | 2 - 1  | 1 - 1   |

## Finale
| Arbitro: | Cüneyt Çakır |

|            |           |                                    |
| Morata 55’ | Marcatori | 4’ Rakitić 68’ Suárez 90+7’ Neymar |

| Juventus | Barcellona |

| GK                   | 1  | Gianluigi Buffon (c) |     |     |
| RB                   | 26 | Stephan Lichtsteiner |     |     |
| CB                   | 15 | Andrea Barzagli      |     |     |
| CB                   | 19 | Leonardo Bonucci     |     |     |
| LB                   | 33 | Patrice Evra         |     | 89’ |
| DM                   | 21 | Andrea Pirlo         |     |     |
| RM                   | 8  | Claudio Marchisio    |     |     |
| LM                   | 6  | Paul Pogba           | 41’ |     |
| AM                   | 23 | Arturo Vidal         | 11’ | 79’ |
| CF                   | 10 | Carlos Tévez         |     |     |
| CF                   | 9  | Álvaro Morata        |     | 85’ |
| Panchina:            |    |                      |     |     |
| GK                   | 30 | Marco Storari        |     |     |
| DF                   | 5  | Angelo Ogbonna       |     |     |
| MF                   | 11 | Kingsley Coman       |     | 89’ |
| MF                   | 20 | Simone Padoin        |     |     |
| MF                   | 37 | Roberto Pereyra      |     | 79’ |
| MF                   | 27 | Stefano Sturaro      |     |     |
| FW                   | 14 | Fernando Llorente    |     | 85’ |
| Allenatore:          |    |                      |     |     |
| Massimiliano Allegri |    |                      |     |     |

| GK           | 1  | Marc-André ter Stegen |     |       |
| RB           | 22 | Dani Alves            |     |       |
| CB           | 3  | Gerard Piqué          |     |       |
| CB           | 14 | Javier Mascherano     |     |       |
| LB           | 18 | Jordi Alba            |     |       |
| RM           | 4  | Ivan Rakitić          |     | 90+1’ |
| CM           | 5  | Sergio Busquets       |     |       |
| LM           | 8  | Andrés Iniesta (c)    |     | 78’   |
| RF           | 10 | Lionel Messi          |     |       |
| CF           | 9  | Luis Suárez           | 70’ | 90+6’ |
| LF           | 11 | Neymar                |     |       |
| Panchina:    |    |                       |     |       |
| GK           | 13 | Claudio Bravo         |     |       |
| DF           | 24 | Jérémy Mathieu        |     | 90+1’ |
| DF           | 15 | Marc Bartra           |     |       |
| DF           | 21 | Adriano               |     |       |
| MF           | 6  | Xavi                  |     | 78’   |
| MF           | 12 | Rafinha               |     |       |
| FW           | 7  | Pedro                 |     | 90+6’ |
| Allenatore:  |    |                       |     |       |
| Luis Enrique |    |                       |     |       |

| Uomo partita: Andrés Iniesta (Barcellona) |